# Ариадное
Ариа́дное — село в Дальнереченском районе Приморского края, входит в состав Малиновского сельского поселения.

## География
Село Ариадное находится к юго-востоку от Дальнереченска, на правом берегу реки Малиновка. На левом берегу реки Малиновка напротив Ариадного находится село Пожига.
Село стоит на автодороге Дальнереченск — Кокшаровка между сёлами Савиновка и Пожига.
Расстояние от села Ариадное до районного центра города Дальнереченск около 117 км.

## Население
| 1907 | 1915 | 1926 | 2002 | 2010 |
| ---- | ---- | ---- | ---- | ---- |
| 95   | ↗199 | ↗215 | ↗432 | ↘376 |

## Улицы
| - ул. Дубова, - ул. Мира, - ул. Новая, - ул. Партизанская, | - ул. Свободы, - ул. Совхозная, - ул. Школьная. |

## Экономика
Жители занимаются сельским хозяйством.